# Bandoneón
A bandoneón (a feltaláló, Heinrich Band nevéből) szabad nyelvsípokkal működő billentyűs aerofon hangszer, harmonikaszerű légszekrénnyel. Elsősorban Argentínában és Uruguayban népszerű, a hagyományos tangózenekar fontos hangszere. Nem azonos a köznyelvben „tangóharmonika” névvel jelzett hangszerrel.

## Története
A 19. század első felétől kezdve sokféle kézi fújtatós, harmonikaszerű szabad nyelvsípos hangszer született, ezek közül az egyik legkorábbi a koncertina. Heinrich Band (1821–1860) ennek továbbfejlesztésével, hangterjedelmének megnövelésével 1848-ban hozta létre a kezdetben 68 hangú Bandoniont. Célja az volt, hogy a viszonylag szerény képességű, de könnyen kezelhető, főképp a népzenében használt koncertinát alkalmassá tegye templomi zenélésre és egyéb népszerű zenei célokra.
A 20. század legelején a hangszer német bevándorlók bőröndjeiben jutott el Dél-Amerikába, elsősorban Argentínába és Uruguayba, ahol Bandoneón néven vált népszerű hangszerré.

## Felépítése

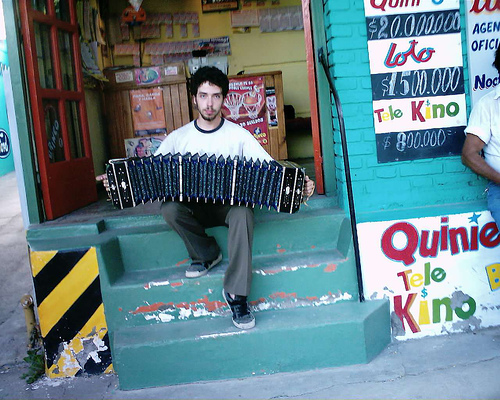
Bandoneonista játék közben

A hangszer összecsukott állapotban nagyjából kocka alakú. Két részből áll, melyeket egy széthúzható-összenyomható légszekrény köt egymással össze, ami fújtatóként működik. Felépítése, használata hasonló az ismert billentyűs harmonikához, „tangóharmonikához”, de attól eltérően a bandoneónnak nincs zongoraszerű billentyűzete, ehelyett mindkét oldalán nyomógombok vannak több sorban elhelyezve. Ezek a gombok nem skálaszerűen vannak elrendezve, hanem elég komplex rendszer szerint, amely részben a concertina billentyűzetére építettek, majd később kiegészítettek további gombokkal. A billentyűzet általában gyöngyház fedésű fa (egyes újabb hangszereken műanyag) gombokból készül, amelyet hagyományosan nagyrészt fából készített, fémrugókkal és rugalmas fém leszorítókkal kiegészített mechanika kapcsol a fából és filcből készült sípszelepekhez. A fából készült szelepcsatorna végén a csatorna külső és belső oldalon található két síp – mintegy másodlagos passzív szelepként – bőrdarabokkal van takarva egy-egy irányból, hogy a játéktól (összenyomás-széthúzás) függően a nem használt síp felé elzárhassa a levegő útját.
A korai hangszerek kiosztásai készítőtől, vagy a megrendelő kéréseitől függtek és nagyban eltérőek voltak, míg a huszadik század 40-es éveire már két nagy egységes kiosztás alakult ki: az ún. Rheinische Tonlage és az Einheitsbandoneon. Az előbbi főleg Dél-Amerikában használatos, az utóbbi főleg Németországban. Természetesen ma is egy sor olyan kiosztás létezik, amely ettől eltér. A hangszer gombjai összenyomáskor és széthúzáskor más-más hangot adnak ki. A bal kéz oldalán található a basszus oldal, amely kizárólag hangmagasságban tér el a jobb kéznél található „dallam” oldaltól. A két oldalon található gombok által kiadott hangok, azonos játszási irányban is részben átfednek, de a két játszási irány (kifelé-befelé) azonos oldalon is tartalmaz megegyező hangokat. 
Az Argentínában és Uruguayban használt Rheinische Tonlage kiosztású típusnak 33 basszus és 38 diszkant billentyűje van, tehát összesen 71. Ez a hangszer – az Einheitsbandoneonnal ellentétben – nem teljesen kromatikus, mert a legmélyebb és legmagasabb tartományban hiányzik pár hang. Minden hanghoz két acél nyelvsíp tartozik, amelyek ezen a típuson tradicionálisan cinkből vagy alumíniumból készített lapra vannak rögzítve, ez adja a hangszer igen éles, karakteres hangzását is.
Az argentin tangó „tolvajnyelvén”, lunfardóban a hangszer neve fueye (fuelle = ’fújtató’, kiejtése kb. „fuezzse”).

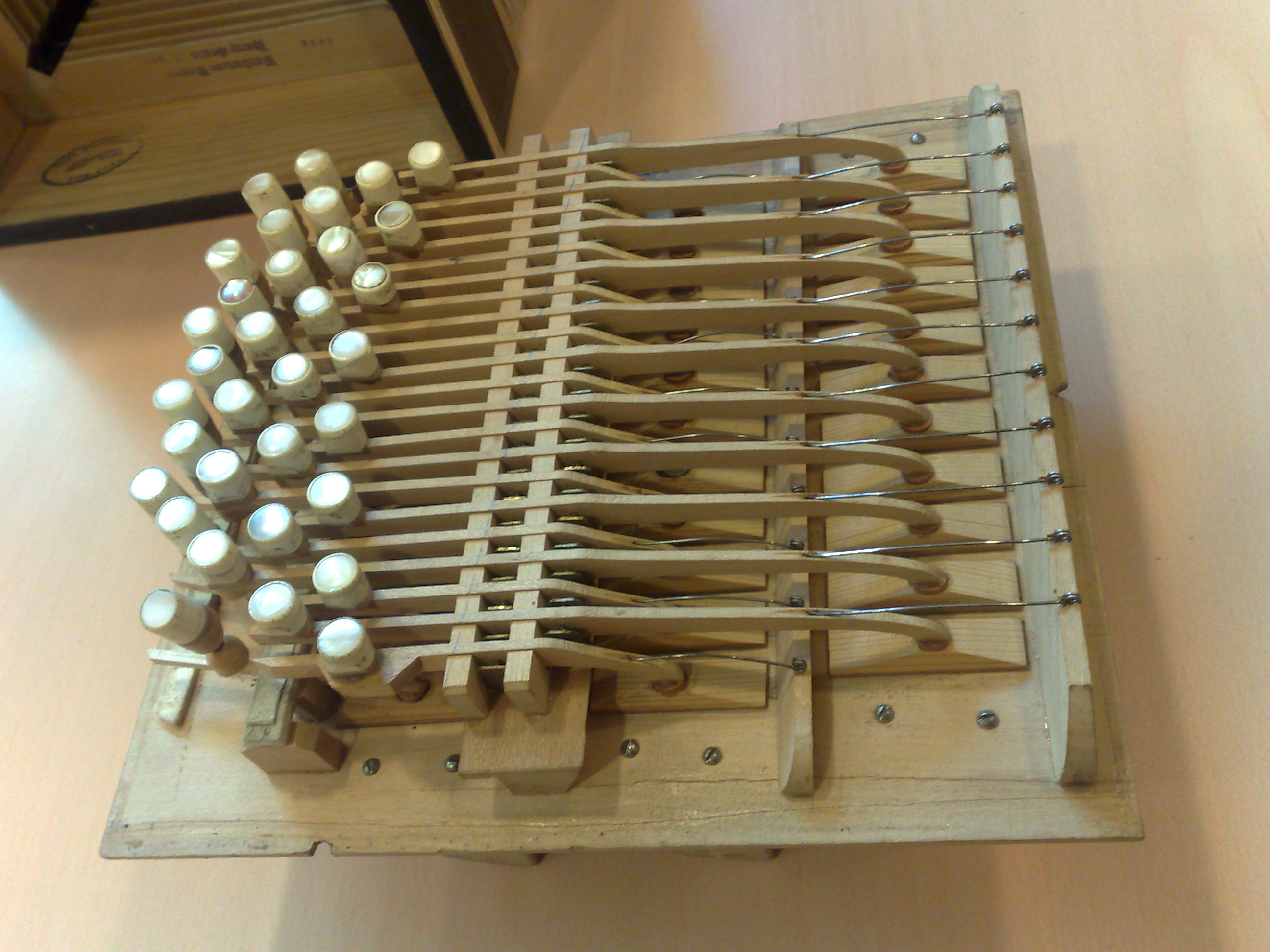
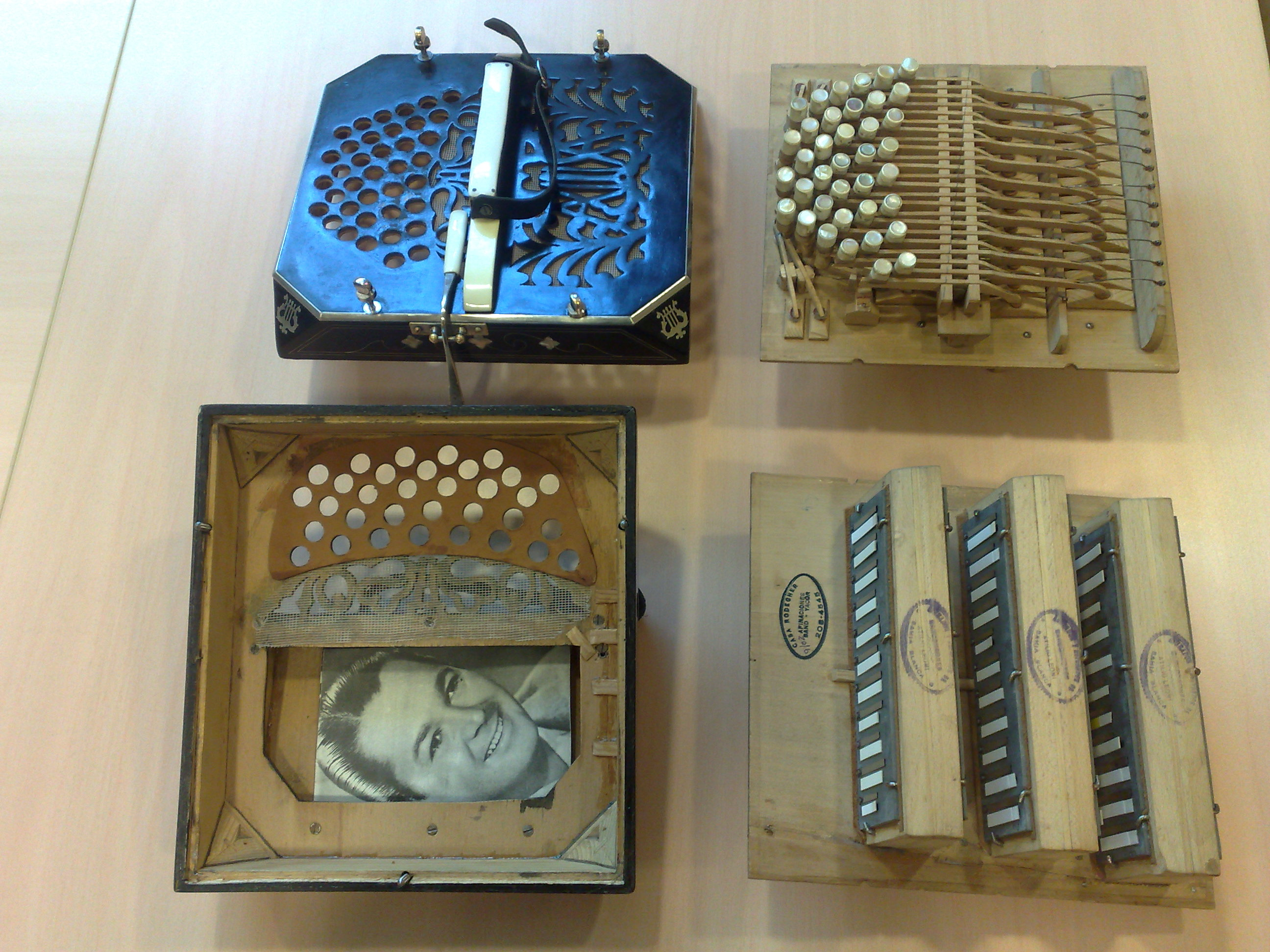
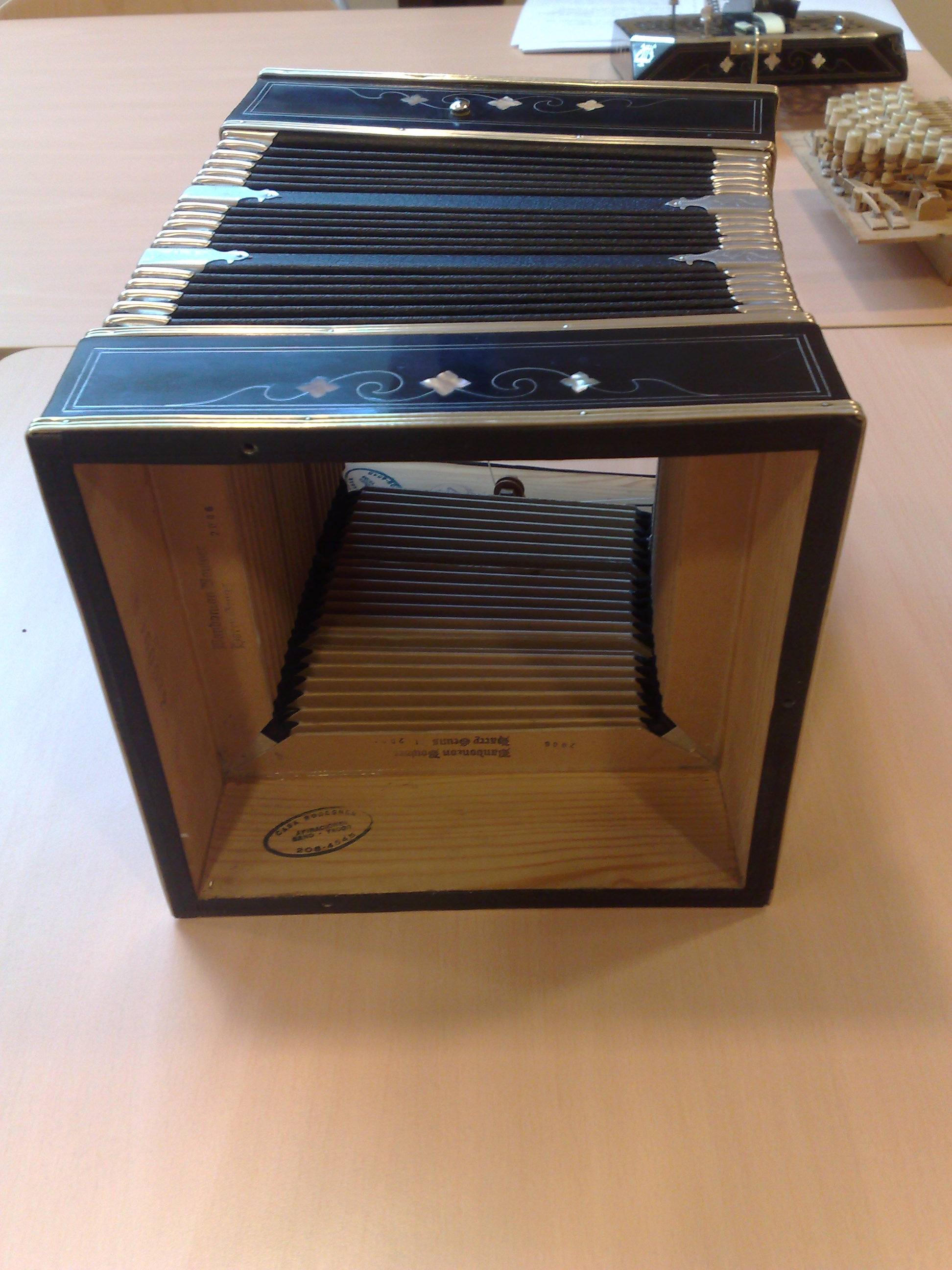
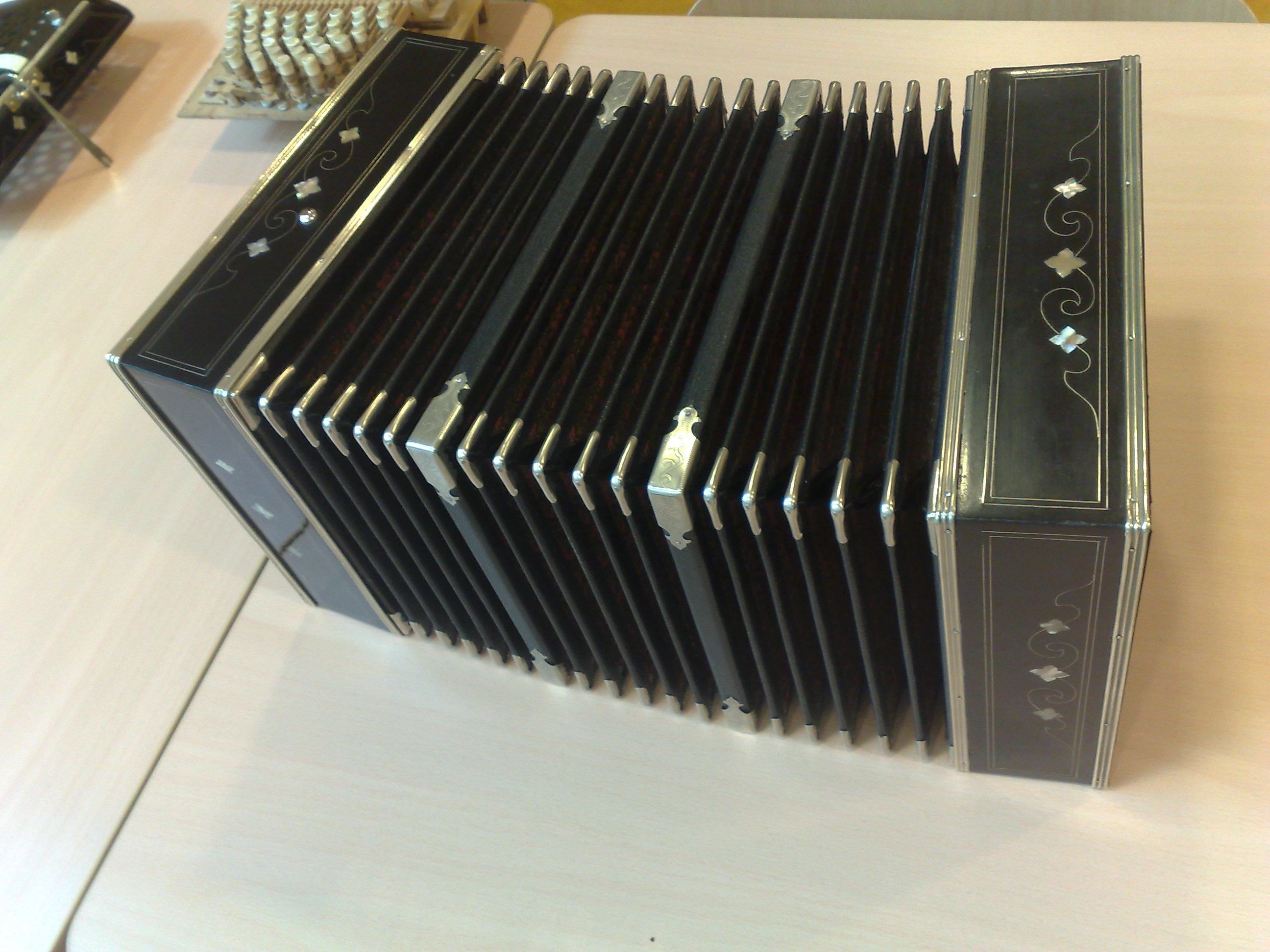
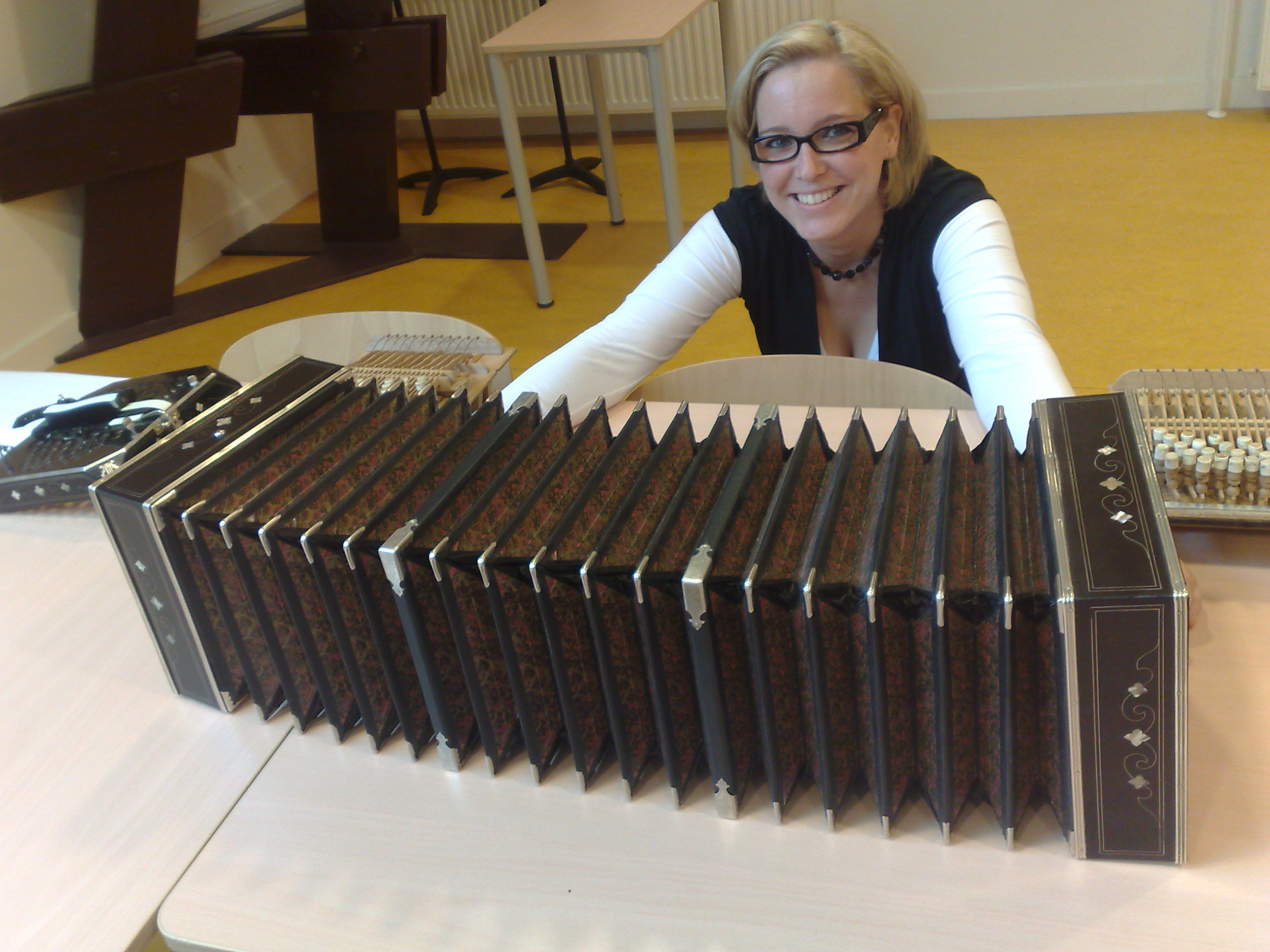

## Bandoneonisták
Híres argentin származásúak:
- Eduardo Arolas
- Alejandro Barletta
- Domingo Federico
- Leopoldo Federico
- Roberto Di Filippo
- Osvaldo Fresedo
- Rubén Juárez
- Pedro Laurenz
- José Libertella (Sexteto Mayor)
- Pedro Maffia
- René Marino Rivero
- Rodolfo Mederos
- Juan Nuñez
- Ciriaco Ortiz
- Julio Pane
- Astor Piazzolla
- Toto Rodríguez
- Eduardo Rovira
- Tolga Salman
- Aníbal Troilo

Magyar bandoneonisták:
- Bartha Péter (Tango Harmony)
- Gyenis Balázs
- Radnai Tamás
- Vörös Eszter